# Браун, Лекси
Алексис Киа «Лекси» Браун (англ. Alexis Kiah "Lexie" Brown; род. 27 октября 1994 года, Бостон, Массачусетс, США) — американская профессиональная баскетболистка, выступающая в женской национальной баскетбольной ассоциации за команду «Сиэтл Шторм». Была выбрана на драфте ВНБА 2018 года в первом раунде под общим девятым номером командой «Коннектикут Сан». Играет на позиции разыгрывающего защитника.

## Ранние годы
Алексис родилась 27 октября 1994 года в городе Бостон (штат Массачусетс) в семье Ди, бывшего игрока НБА, и Тэмми Браун, у неё есть брат, Энакин, и две сестры, Алисса и Аланни. А училась она сначала в средней школе Норт-Гуиннетт (Сувони, штат Джорджия), а затем в средней школе Доктор-Филлипс (Орландо, штат Флорида), в которых выступала за местные баскетбольные команды.